# (15452) Ibramohammed
(15452) Ibramohammed est un astéroïde de la ceinture principale.

## Description
(15452) Ibramohammed est un astéroïde de la ceinture principale. Il fut découvert le 14 décembre 1998 à Socorro par LINEAR. Il présente une orbite caractérisée par un demi-grand axe de 2,45 UA, une excentricité de 0,08 et une inclinaison de 3,3° par rapport à l'écliptique.

## Compléments